# Paul Bloch
Paul Trepka Bloch (8. maj 1869 i København — 27. februar 1946 på Kattinge Værk, Roskilde) var en dansk maler. Paul var søn af maleren Carl Bloch og Alma Trepka.
På grund af en sindssygdom var Paul Blochs samlede produktion lille og dateres til årene mellem 1888 og århundredskiftet; dette hindrede ham i at fortsætte sin kunstneriske karriere. Ved sin død var han indlagt på Sct. Hans Hospital.
Han er begravet på Holmens Kirkegård.

## Ekstern henvisning
- Paul Bloch på Kunstindeks Danmark/Weilbachs Kunstnerleksikon

- Wikimedia Commons har flere filer relateret til Paul Bloch